# Yoon Bo-mi
Yoon Bo-mi (hangul: 윤보미), även känd under artistnamnet Bomi, född 13 augusti 1993 i Suwon, är en sydkoreansk sångerska och skådespelare.
Hon har varit medlem i den sydkoreanska tjejgruppen Apink sedan gruppen debuterade 2011. Bomi är även med i Apinks undergrupp Apink BnN tillsammans med den andra gruppmedlemmen Namjoo.

## Diskografi

### Album
| Datum       | Albumtitel              | Topplacering          |
| Datum       | Albumtitel              | Sydkorea (Gaon Chart) |
| ----------- | ----------------------- | --------------------- |
| 19 apr 2011 | Seven Springs of A Pink | 6                     |
| 22 nov 2011 | Snow Pink               | 7                     |
| 9 maj 2012  | Une Annee               | 4                     |
| 5 jul 2013  | Secret Garden           | 2                     |
| 31 mar 2014 | Pink Blossom            | 2                     |
| 24 nov 2014 | Pink Luv                | 1                     |
| 21 jul 2015 | Pink Memory             | 2                     |
| 26 sep 2016 | Pink Revolution         | 2                     |

## Filmografi

### TV-drama
| År   | Titel                     | Kanal | Roll                      |
| ---- | ------------------------- | ----- | ------------------------- |
| 2012 | Reply 1997                | tvN   | Moon Jeong-mi (cameoroll) |
| 2015 | Love Detective Sherlock K | KBS   | Yuna                      |